# Ferdinand Kurlbaum

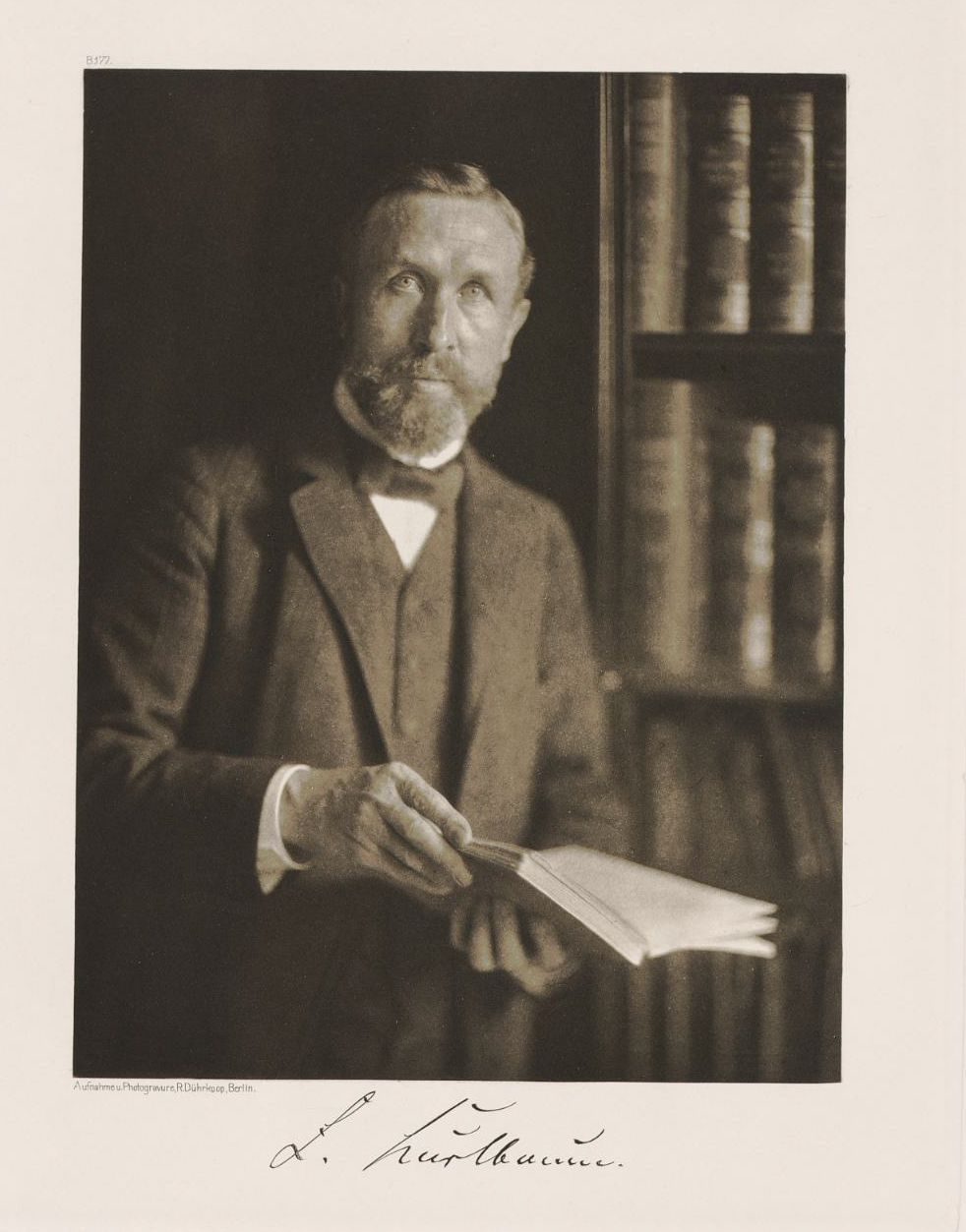
Ferdinand Kurlbaum in 1907.

Ferdinand Kurlbaum (Burg, 4 oktober 1857 - Berlijn, 29 juli 1927) was een Duitse natuurkundige, die zich vooral beziggehouden heeft met het onderzoek van licht- en warmtestraling. 

## Leven en Werk
Hij studeerde wiskunde en natuurkunde in Heidelberg en in Berlijn bij Hermann Helmholtz. Hij beëindigde zijn studie met een dissertatie over het onderwerp "Bepaling van de golflengten van enkele Fraunhoferlijnen".
Daarna werd hij assistent in Hannover. Vanaf 1891 was hij werkzaam in het Laboratorium voor optica van de Physikalisch-Technischen Reichsantalt (PTR) waar ook Otto Lummer werkte. Samen met Heinrich Rubens voerde hij intensiteitsmetingen uit aan zwarte lichamen. Die meetresultaten waren belangrijk om de stralingswet, die Max Planck had  opgesteld en die het begin van de kwantumtheorie zou inluiden, aan de werkelijkheid te toetsen. Voornamelijk de bolometrische metingen in het infrarode gebied bij golflengten groter dan 20 micrometer waren van doorslaggevende betekenis.
Hij heeft zich ook beziggehouden met de toepassing van röntgenstraling in de geneeskunde.
In 1904 kreeg hij een leerstoel aangeboden aan de Technische Hochschule Charlottenburg. Samen met Adolf Miethe ging hij in 1908 naar Egypte om experimenteel werk doen in verband met de bepaling van de zonnetemperatuur.
Van 1908 tot 1925 werd hij leider van het natuurkundig instituut van de technische hogeschool.
Kurlbaum was van 1910 tot 1912 ook de voorzitter van de Deutsche Physikalische Gesellschaft (DPG).
Hij trouwde in 1895 met Elisabeth von Siemens en had twee dochters en een zoon met haar.